# Récif corallien de l'Amazone

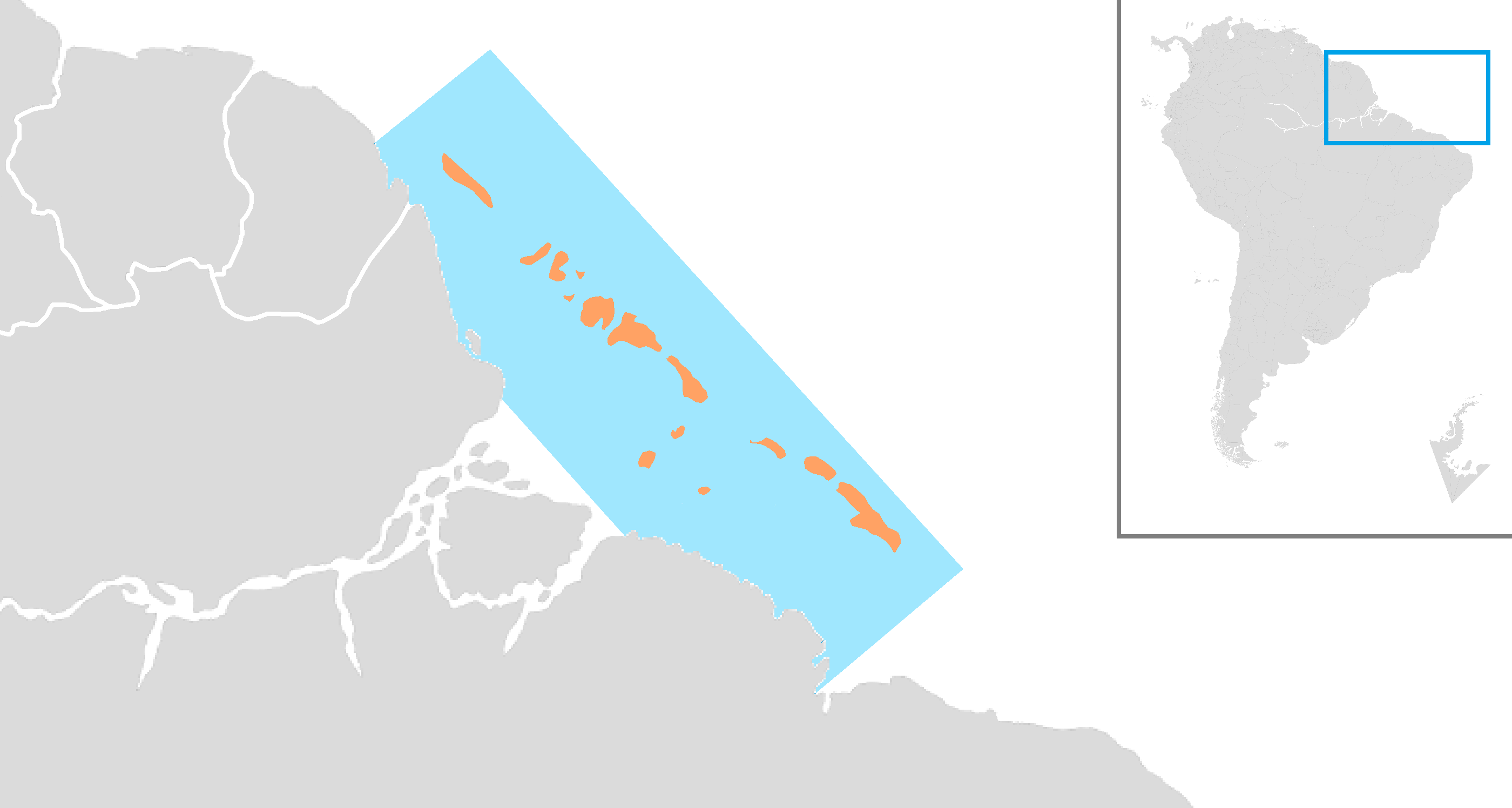
Carte du récif de l'Amazone. Les structures coralliennes sont surlignées en orange.

Le récif corallien de l'Amazone (aussi appelé récif de l'Amazone) est un vaste système corallien, situé dans l'Océan Atlantique au large de la Guyane et au nord du Brésil. C'est l'un des plus grands récifs connus au monde : les scientifiques estimaient lors de sa découverte qu'il mesurait plus de 1 000 kilomètres de long, pour 9 300 km2. Les découvertes de 2018 indiquent qu'il couvre plutôt une surface de 56 000 km2. Sa découverte a été rendue publique en avril 2016 dans le journal scientifique Science Advances, à la suite d'expéditions menées entre 2010 et 2014. Les scientifiques avaient connaissance d'indices prouvant l'existence d'une large structure à proximité du delta de l'Amazone depuis le début des années 1950. Le récif présente une biodiversité prometteuse, qui n'est pas encore totalement connue. Il est par ailleurs en proie à des menaces environnementales, au premier rang desquelles les projets d'exploitation pétrolière de la zone.
La journée mondiale du Récif de l'Amazone (World Amazon Reef day) est célébrée le 28 janvier. C'est en effet le 28 janvier 2017 que les premières images du récif ont été rendues publiques.

## Découverte
Les preuves initiales de l'existence de ce récif remontent à la fin des années 1950, lorsqu'un navire américain récolta des éponges dans les fonds du delta de l'Amazone. D'autres preuves apparurent en 1977, date à laquelle les premiers poissons coralliens y furent aperçus, et en 1999, quand des espèces coralliennes ont été localisées à proximité du delta. Cependant, aucune étude majeure n'a été menée avant 2010. Une équipe de 30 océanographes dirigée par Rodrigo Moura, membre de l'Université de Rio de Janeiro, explorèrent la région à bord du RV Atlantis. L'expédition était majoritairement basée sur les découvertes des années 1970, qui incluaient une carte sommaire indiquant les localisations potentielles des récifs le long de la côte amazonienne. L'équipe confirma alors la découverte du système corallien en extrayant du récif des exemplaires de coraux, d'éponges et d'autres espèces coralliennes. Leurs découvertes ont été rendues publiques de façon détaillée dans un article de recherche pour le journal scientifique Science Advances, en avril 2016.

L'ONG Greenpeace a conduit une expédition scientifique avec des océanographes en 2017, afin d'approfondir ces découvertes et de sensibiliser la société civile aux menaces qui pèsent sur le récif. Une deuxième expédition a eu lieu en 2018, dans les eaux brésilienne et également au large de la Guyane Française. Après cinq semaines d'expédition, les preuves sont réunies pour démontrer la présence dans les eaux françaises des mêmes formations coralliennes que celles du Récif corallien de l'Amazone situé au Brésil.
"Ce n'était pas un écosystème que l'on s'attendait à trouver ici." Serge Planes, directeur de recherche au CNRS.

## Propriétés et biodiversité

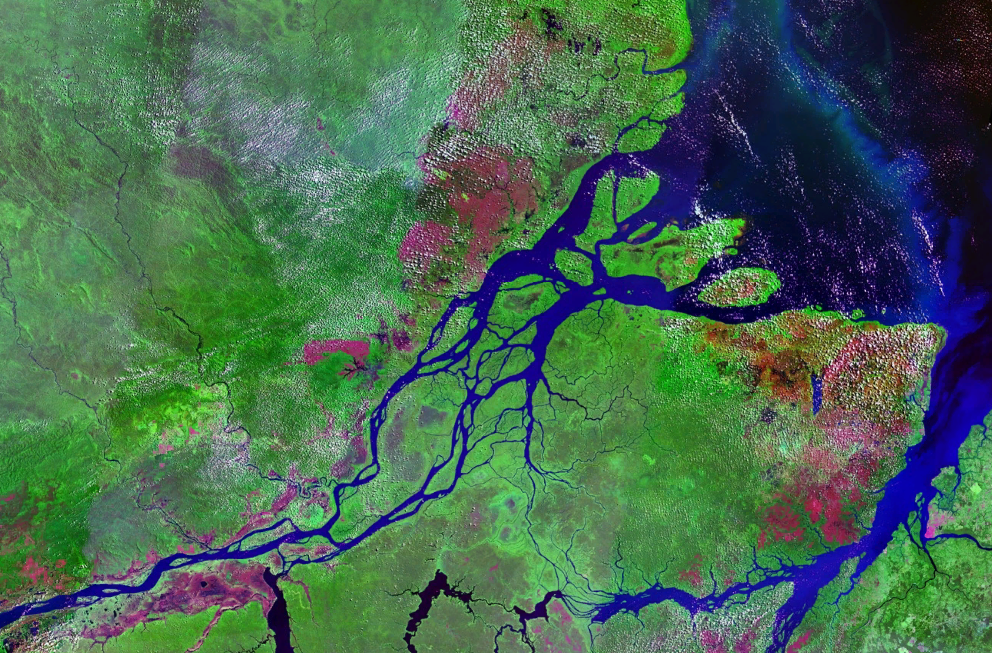
Image satellite de l'embouchure du fleuve Amazone.

L'existence de ce récif est inhabituelle, puisque les systèmes coralliens ne sont pas souvent présents dans les embouchures des grands cours d'eau tels que le fleuve Amazone, en raison notamment de la faible salinité et de la forte acidité de l'eau et du dépôt continu de sédiments. La majorité du récif est composée de rhodolite et d'espèces variées d'algues rouges qui ressemblent à du corail, qui se développent dans une eau particulièrement boueuse qui filtre les rayons du soleil. Le récif corallien de l'Amazone possède une biodiversité très riche : lors de la première étude, 61 espèces d'éponges et 73 espèces de poissons ont été identifiées, ainsi que divers types de coraux et d'étoiles de mer. La majorité des espèces animales évoluent dans les eaux les plus claires au sud du récif, la biodiversité évoluant ainsi selon les caractéristiques de l'eau.
"On est en présence d’une diversité d’espèces, d’éponges, de gorgones, inattendue dans ces zones, autrement dit un écosystème original, qui n’existe nulle part ailleurs." Serge Planes, directeur de recherche au CNRS.

## Risques environnementaux
Depuis sa découverte, de multiples menaces pesant sur ce récif ont été identifiées, comme la pollution, la surpêche et la hausse de l'acidification de l'océan et de la température, conséquences de l'accélération récente du changement climatique qui affecte également les différents récifs du monde entier,. Cependant, les nombreux projets d'exploration pétrolière à proximité du récif représentent la menace la plus imminente pour cet écosystème. Il y a environ 24 600 km2 abritant des éponges d'autres formes de vie marine qui pourraient être mises en danger par les activités pétrolières : de nombreuses espèces menacées de tortues de mer vivent ainsi autour des zones d'exploitation.
Lors des dix dernières années, le gouvernement brésilien a cédé 80 blocs à des entreprises pétrolières dans la région. Une vingtaine d'entre eux ont déjà été exploités, alors que l'entreprise française Total avait le projet de forer jusqu'à une profondeur comprise entre 200 et 3 000 m dans deux des cinq blocs qu'elle a obtenus du gouvernement brésilien,. Ces projets suscitent de fortes oppositions dans la société civile française et brésilienne. L'ONG Greenpeace a ainsi dénoncé publiquement les actions de Total, en simulant une marée noire au siège de l'entreprise.
Le 30 août 2017, l'agence environnementale brésilienne rejette le dossier de Total en raison des réponses insuffisantes apportées face aux risques environnementaux des forages. Le 30 mai 2018, à la suite des découvertes effectuées lors de la deuxième expédition de Greenpeace, l'IBAMA a rejeté une nouvelle fois le projet de forage pétrolier de Total[réf. souhaitée]. Mais le pétrolier s’entête à vouloir opérer dans la région et, fin septembre 2018, l’entreprise doit déposer une cinquième demande qui pourrait aboutir avant la fin de l’année. Ceci a provoqué une opération d'alerte de l'opinion publique menée par Greenpeace et Action non-violente COP21, le samedi 22 septembre 2018 dans plusieurs villes françaises.